# جورج سبنسر (لاعب كرة قاعدة)
جورج سبنسر (بالإنجليزية: George Spencer)‏ هو لاعب كرة قاعدة أمريكي، ولد في 7 يوليو 1926 في بيكسلي في الولايات المتحدة، وتوفي في 10 سبتمبر 2014 في كولومبوس في الولايات المتحدة.

## وصلات خارجية
- جورج سبنسر على موقع دوري كرة القاعدة الرئيسي (الإنجليزية)
- جورج سبنسر على موقعبيزبول رفرنس.كوم (الدوري الرئيسي) (الإنجليزية)
- جورج سبنسر على موقعبيزبول رفرنس.كوم (الدوري الثانوي) (الإنجليزية)